# Isolepis marginata
Isolepis marginata är en halvgräsart som först beskrevs av Carl Peter Thunberg, och fick sitt nu gällande namn av Albert Gottfried Dietrich. Isolepis marginata ingår i släktet borstsävssläktet, och familjen halvgräs. Inga underarter finns listade i Catalogue of Life.